# Ужичка улица (Београд)
| Ужичка улица          | Ужичка улица                           |
| --------------------- | -------------------------------------- |
|                       |                                        |
| Општина               | Градска општина Савски венац           |
| Почетак               | Булевар Војводе Путника                |
| Крај                  | Булевар кнеза Александра Карађорђевића |
| Дужина                | 400 m                                  |
| Ширина                | 4 m                                    |
| Стари називи          | Румунска                               |
|                       |                                        |
|                       |                                        |
| Вила Стевке Милићевић |                                        |

Ужичка улица је београдска улица која се налази у општини Савски венац. Име је добила по граду Ужице.

## Улица
Улица је оријентисана југо-источно и простире се од Булевара Војводе Путника, затим пресеца улицу Др. Јована Данића,  Жупана Властимира и Миленка Веснића и завршава на почетку улице Булевара кнеза Александра Карађорђевића.

## Архитектура
У овој улици се налази вила Стевке Милићевић, саграђена 1929—1930. године, према пројектима истакнутих архитеката браће Петра и Бранка Крстића. Власница виле је била Стевка Милићевић, рођена Николић, супруга адвоката Милића Милићевића. Вила представља непокретно културно добро као споменик културе.
Неколико кућа даље налази се и вила Душана Томића, која такође представља непокретно културно добро као споменик културе. Вила је подигнута за професора Техничког факултета Душана Томића по пројекту архитеката Петра и Бранка Крстића. Састоји од сутерена, приземља и спрата, са просторном организацијом која је заснована на захтевима функционализма.

## Амбасаде
У овој улици се налази амбасада Црне Горе, Кине, Румуније, Ирака и Норвешке.